# Ormosia depilata
Ormosia depilata är en tvåvingeart som beskrevs av Edwards 1938. Ormosia depilata ingår i släktet Ormosia och familjen småharkrankar. Arten är reproducerande i Sverige. Inga underarter finns listade i Catalogue of Life.